# Národní park Dilidžan
Národní park Dilidžan (arménsky Դիլիջան ազգային պարկ) je jeden ze čtyř národních parků v Arménii. Rozkládá se na ploše 240 km² v severovýchodní provincii Tavuš. Tvoří jej zalesněná krajina s bohatou biodiverzitou, množstvím léčivých minerálních pramenů, přírodních a kulturních památek.

## Historie
Dilidžanský národní park vznikl v roce 2002 z původní přírodní rezervace založené v roce 1958 k ochraně bukových, dubových a borových lesů, tisových hájů a horských jezer. Původní rezervaci obhospodařovaly dilidžanský a kujbyševský lesní závod. Území nově zřízeného národního parku zůstalo nezměněno.
Změna stavu přírodní rezervace na národní park byla podmíněna několika objektivních důvodů, jako je nevyhnutelnost komerčních aktivit v oblasti, přítomnost četných sídel, včetně města Dilidžan s minerálními prameny, existencí železniční trati Jerevan–Ijevan, procházející celým územím a dalšími. V současné době je vytvářen generální plán národního parku, včetně jeho hranic a mapování ekonomických, rekreačních a ochranných zón.

## Geografie

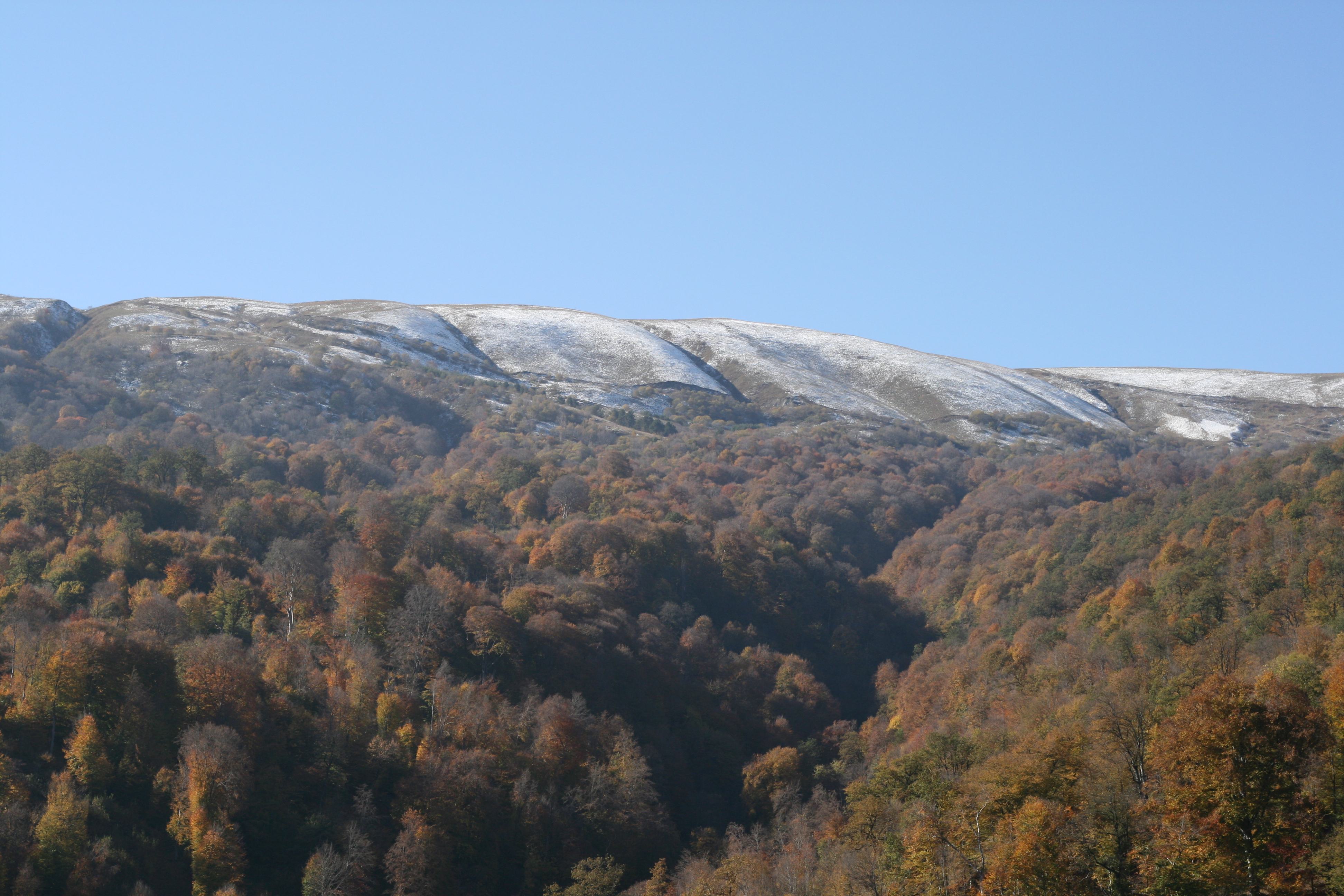
Dilidžan, střední Kavkaz

Národní park se rozkládá na svazích pohoří Pambak, Areguni, Miapor, Idževan (Kaeni) a Halab v nadmořské výšce 1070 až 2300 metrů nad mořem. Horské louky nad touto nadmořskou výškou nepatří do národního parku. Parkem protéká řeka Aghstev a její hlavní přítoky - říčky Hovajur, Shtoghanajur, Bldan, Haghartsin a Getik. Nachází se zde i jezera Parz Lich a Tzrkalich, další menší jezera.

## Flóra

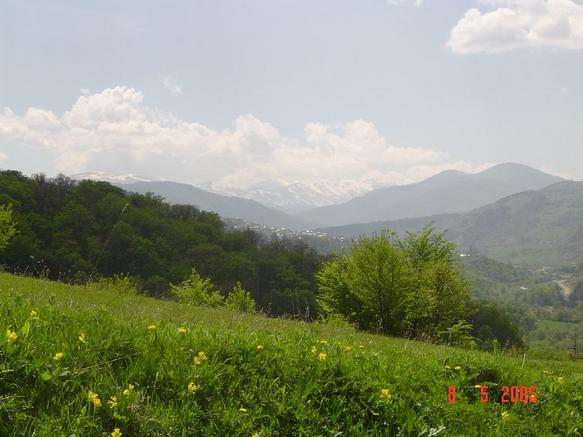
Národní park Dilidžan

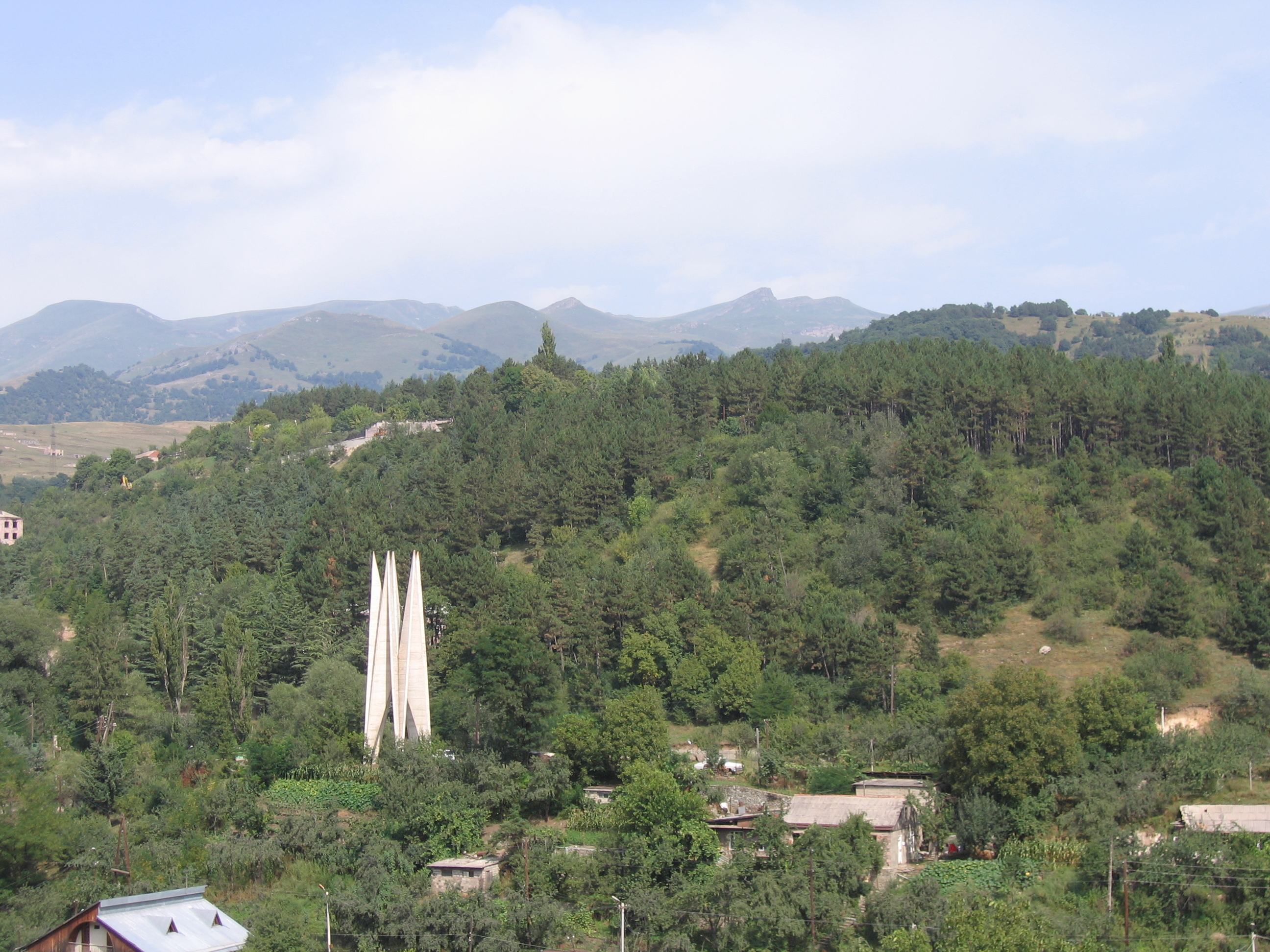
Dilidžanské lesy

Květena národního parku Dilijan zahrnuje 902 druhů cévnatých rostlin: rody plavuň (1 druh), přeslička (1), kapraďorosty (12), nahosemenné (7) a krytosemenné (881). Vyskytuje se zde více než 40 vzácných druhů rostlin, 29 druhů z nich je zapsáno v Červené knize ohrožených druhů Arménie a 4 v Červené knize SSSR.
Vegetace národního parku je mezofilní kavkazského typu reprezentovaná hlavně lesními společenstvy. Skládá se především z listnatých druhů, jako jsou dub velkokvětý (Q. macranthera) a Quercus iberica, buk východní (Fagus orientalis), habr obecný (Carpinus betulus) a východní (C. orientalis), které tvoří homogenní dubové, bukové a habrové lesy, jakož i smíšené lesy s různými kombinacemi uvedených druhů.
Porosty „gruzínského“ dubu Quercus iberica se vyskytují na jižních svazích uprostřed zóny lesa a porosty buku východního na severních svazích. Horní oblasti lesa se skládají z porostů dubu Q. macranthera.
Habr se vyskytuje převážně ve smíšených lesích. Habr východní dosahuje nadmořské výšky až 1500 metrů, zatímco habr obecný je rozšířen v celém pásmu až do výšky 2000 m. Ve střední zóně a zejména při horní hranici zóny lesa se vyskytují různé druhy rodů lípa (Tilia), javor (Acer) a jasan (Fraxinus). Jehličnaté lesy složené z druhů borovic (Pinus), jalovců (Juniperus) a tisů (Taxus) zabírají v parku pouze omezená území v národním parku a vyskytují se v malých skupinkách. Borovice často tvoří husté lesy v povodí řeky Hovajur na svazích pohoří Areguni a Pambak a v blízkosti silnic do Dilidžanu i v okolí samotného města a na okolních svazích.
Řídké jalovcové lesy jsou rozšířeny v údolí řeky Getik zejména v blízkosti jejího ústí, stejně jako na suchých svazích pohoří Ijevan. Nejrozšířenějším druhem ze čtyř rostoucích v parku je Juniperus foetidissima Willd. Dobře zachované jalovcové porosty rostou na skalnatých svazích hory Abeghakhar v povodí řeky Aghstev.
Lesy v národním parku jsou bohaté na ovocné stromy a keře, jako je jabloň Malus orientalis, ořešák královský (Juglans regia), dřín obecný (Cornus mas), druhy rodu slivoň (Prunus), trnka obecná (Prunus spinosa), hrušeň (Pyrus communis subsp. caucasica), angrešt (Grossularia reclinata), mišpule obecná (Mespilus germanica), líska obecná (Corylus avellana), různé druhy černého rybízu (Ribes spp.) a hlohů (Crataegus spp.)
Mnohé druhy rostlin vyskytující se v národním parku jsou řazeny mezi:
- léčivé rostliny: třezalka tečkovaná (Hypericum perforatum), máta (Mentha), tymián, mateřídouška (Thymus), Ziziphora atd.
- jedlé rostliny: šťovík kyselý (Rumex acetosa), srpek obecný (Falcaria vulgaris), Heracleum maximum atd.)
- krmiva: jetel (Trifolium), vičenec (Onobrychis), Eryngium a další

nebo ozdobné rostliny: kosatec (Iris), orchideje atp.
Západní skalnaté svahy pohoří Idževan a hory Abeghasar jsou bohaté na petrofytní a vzácné rostliny. Skály a útesy slouží jako příznivé prostředí pro řadu vzácných druhů, jako je třezalka (Hypericum armenum), lomikameny (Saxifraga juniperifolia, S. tridactylites), hadí mord (Scorzonera rigida), cephalaria (Cephalaria media), hlaváč fialový (Scabiosa columbaria), jasmín křovitý (Jasminum fruticans) a další. Hora Abeghasar je na vzácné druhy obzvláště bohatá.
Skvosty národního parku jsou terciérní reliktní porosty tisu a kavkazského rododendronu (Rhododendron caucasicum Pall.).
Malý, dobře zachovaný tisový les se nachází v povodí řeky Polad, chráněn je od roku 1958. Druhý, menší tisový les roste na horním toku řeky Aghstev v roklině Frolova Balka v pohoří Pambak. Botanici N. Trojickij v roce 1939 a Armen Tachtadžjan v roce 1954 uváděli, že tento mladší les, sestávající ze 100 až 180, někdy i 220 let starých stromů se táhne 4 až 5 kilometrů od 7. kilometru silnice z Dilidžanu do obce Fioletovo. Trojickij také zmiňoval, že v minulosti zde byl tis hojnější. V současné době přežívají pouze zbytky předchozího hustého lesa ve formě jednotlivých stromů v nepřístupném terénu. Malé skupinky nebo jednotlivé tisy se vyskytují na celém území národního parku.
Pozoruhodné jsou také reliktní porosty kavkazského rododendronu, rostoucí na severních svazích hřbetu Pambak. Rododendrony se vyskytují ve vlhké luční vegetaci subalpinské zóně a jejich porosty se táhnou na západ k hoře Ampasar (pohoří Pambak).

## Fauna
Fauna národního parku je také bohatá. Žije zde asi 800 druhů brouků, stejně jako četné druhy plazů: užovka hladká (Coronella austriaca), ještěrka arménská a Dahlova (Darevskia armeniaca, D. dahli) a další. Z obojživelníků zde žije skokan skřehotavý (Rana ridibunda), ropucha zelená (Bufotes viridis) a další. Ryby zastupují pstruzi (Salmo trutta fario) a parmy (Barbus lacerta cyri).
Ptáků se v parku vyskytuje asi 150 druhů, včetně tetřívka kavkazského (Lyrurus mlokosiewiczi), orla skalního (Aquila chrysaetos), orlosupa bradatého  (Gypaetus barbatus) nebo velekura kaspického (Tetraogallus caspius) a dalších.
Registrováno je více než 40 druhů savců, například jelen lesní (Cervus elaphus), medvěd hnědý (Ursus arctos), liška (Vulpes vulpes), rys, vlk (Canis lupus), prase divoké (Sus scrofa), kočka divoká (Felis silvestris), srnec (Capreolus capreolus), jezevec (Meles meles), veverka krátkouchá (Sciurus anomalus) a další.

## Památky
Nejdůležitějšími kulturními památkami, které se nachází v národním parku Dilidžan jsou klášter Hagharcin (10.–13. století), klášter Gošavank (12.–13. století), Džuchtak vank (11.–13. století), klášter Matosavank (10.–13. století), kostel Aghavnavank z 11. století.